# Rijksgebouwendienst

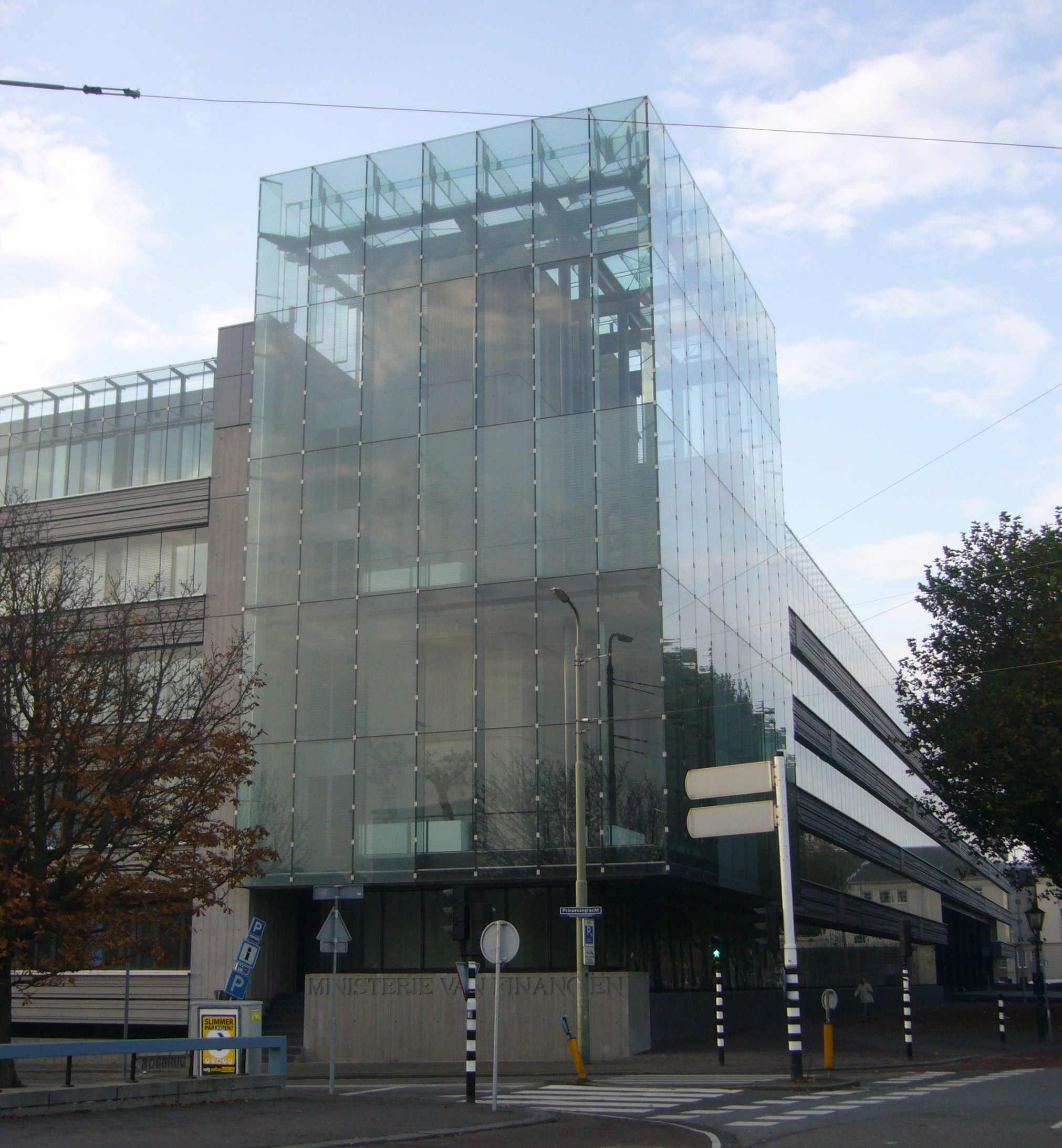
De Rijksgebouwendienst zetelt in het gebouw van het Ministerie van Financiën aan het Korte Voorhout te Den Haag

De Nederlandse Rijksgebouwendienst (afgekort de RGD) is per 1 juli 2014 functioneel opgegaan in het Rijksvastgoedbedrijf. Het Rijksvastgoedbedrijf is een uitvoeringsdienst van het Rijk die op 1 juli 2014 is ontstaan uit een fusie van vier vastgoeddiensten: de Dienst Vastgoed Defensie, de Rijksgebouwendienst, het Rijksvastgoed- en ontwikkelingsbedrijf en de directie Rijksvastgoed.
De Rijksgebouwendienst was de dienst (agentschap) ressorterend onder het ministerie van Binnenlandse Zaken en Koninkrijksrelaties (daarvoor ressorterend onder het ministerie van Volkshuisvesting Ruimtelijke Ordening en Milieubeheer, zijnde een van de rechtsopvolgers van het ministerie van Openbaren Werken en Wederopbouw) die zorgde voor de koninklijke paleizen, de huisvesting van de Hoge Colleges van Staat, ministeries, vele rijksdiensten, de voormalige (nu verzelfstandigde) rijksmusea en enkele nationale instellingen zoals de Koninklijke Nederlandse Akademie van Wetenschappen (het Trippenhuis). Ook veel monumenten in rijkseigendom, zoals rijkskastelen en enkele gedenknaalden en grafmonumenten, vielen onder de zorg van de Rijksgebouwendienst. De Rijksgebouwendienst trad namens het Rijk op als economisch eigenaar van deze gebouwen in rijksbezit (het juridisch eigendom van onroerende staatsgoederen berustte bij het Rijksvastgoed- en Ontwikkelingsbedrijf).

## Taak
De taak van de dienst was omschreven in het (Koninklijk) Besluit Rijksgebouwendienst. De missie van de dienst luidde tot voor kort: De Rijksgebouwendienst draagt bij aan het succesvol functioneren van zijn klanten door het bieden van efficiënte en effectieve huisvestingsoplossingen. Met het in stand houden van monumenten draagt de Rijksgebouwendienst bij aan het behoud van ons cultureel erfgoed.
Aan de Rijksgebouwendienst is een Rijksbouwmeester verbonden.

## Geschiedenis
In het laatste kwart van de negentiende eeuw ontstonden naast al bestaande bouwdiensten (zoals Landsgebouwen, oorspronkelijk de bouwdienst van het Graafschap Holland) vele nieuwe rijksbouwdiensten. Ontevredenheid over de kosten en de (architectonische) kwaliteit leidden ertoe dat rond 1920 werd gedacht aan het instellen van één administratie en één dienst voor alle gebouwen en bouwwerken van het rijk. Uiteindelijk bleek dat politiek niet haalbaar te zijn. Wel werd in 1922 een Afdeling Rijksgebouwen en in 1924 een Dienst Rijksgebouwen, beide ressorterend onder het Ministerie van Financiën gesticht, waarin veel bouwende rijksinstellingen werden verenigd. Sommige bouwdiensten 'ontsprongen de dans' en bleven zelfstandig, zoals Rijkswaterstaat en militaire bouwdiensten.
Na de Tweede Wereldoorlog verhuisde de Rijksgebouwendienst van Financiën naar het Ministerie van Openbare Werken en Wederopbouw.
Veel taken zijn sindsdien weggevallen. Zo zorgt de Rijksgebouwendienst niet meer voor de huisvesting van de provincies, de rijksuniversiteiten, hogescholen en rijksscholen, of de gebouwen van de post-, telegraaf- en telefoondienst. Toch heeft de Rijksgebouwendienst nog steeds een omvangrijke portefeuille van duizenden gebouwen, waarvan een aanmerkelijk deel beschermd is als monument.

## Portefeuille
De portefeuille van de Rijksgebouwendienst was zeer divers van aard. Vroeger kon in vrijwel elke stad en elk dorp in Nederland een gebouw van de Rijksgebouwendienst worden aangetroffen: een postkantoor, een telefooncentrale, een kantongerecht, een douanepost, een rijkspolitiebureau, of een belastinggebouw. De gebouwen staan er vaak nog, maar door het afstoten van taken en de centralisatie van rijksdiensten zijn ze vaak geen rijkseigendom meer.
Tot de bekendste objecten uit de portefeuille van de Rijksgebouwendienst behoorden ongetwijfeld het Binnenhofcomplex in Den Haag en de koninklijke paleizen (Paleis Noordeinde, Paleis Huis ten Bosch en Koninklijk Paleis Amsterdam). Ook een aantal voormalige Koninklijke Paleizen, zoals Paleis Soestdijk in Baarn en Paleis Het Loo in Apeldoorn behoorden tot het werkterrein van de Rijksgebouwendienst.
De verschillende ministeriegebouwen in Den Haag maakten qua vloeroppervlak een aanmerkelijk deel van de Rijksgebouwendienst-portefeuille uit. Datzelfde geldt voor de gerechtsgebouwen en gevangenissen en (in wat mindere mate) voor de gebouwen van de Belastingdienst. Een voorbeeld van een ander groot complex is de huisvesting van het Rijksinstituut voor Volksgezondheid en Milieu in Bilthoven. Bescheidener maar opvallend in het landschap is de huisvesting van het Koninklijk Nederlands Meteorologisch Instituut in De Bilt. Tot de recentste gebouwen van de Rijksgebouwendienst behoort de huisvesting van de Rijksdienst voor het Cultureel Erfgoed in Amersfoort.
Bijzonder in de portefeuille van de Rijksgebouwendienst was een aantal (bekende) monumenten. Minister Piet Hein Donner besloot in 2011 echter, dat de zorg voor monumenten die geen functie voor de Rijksorganisatie (meer) hebben, niet bij het Rijk mag blijven, maar overgeheveld moet worden naar het particuliere veld. Nu nog omvat de portefeuille van de dienst, naast de hiervoor genoemde, onder andere:
- De Citadel van 's-Hertogenbosch,
- Het Rijksmuseum in Amsterdam
- Kasteel Het Oude Loo in Apeldoorn,
- De Koepelgevangenis in Arnhem,
- De Koepelgevangenis in Breda,
- De grafmonumenten van Willem van Oranje in de Nieuwe Kerk en van Piet Hein en Maarten Harpertsz Tromp in de Oude Kerk in Delft,
- De Gevangenpoort en het Mauritshuis in Den Haag,
- Huis Doorn te Doorn,
- Het binnenmuseum van het Zuiderzeemuseum te Enkhuizen,
- De Koepelgevangenis in Haarlem,
- Het Jachthuis Sint-Hubertus en het Kröller-Müller Museum op de Hoge Veluwe,
- Het Rijksmuseum van Oudheden, het Wereldmuseum, het Rijksmuseum Boerhaave, het SieboldHuis en het Pesthuis in Leiden,
- De Oude Minderbroederskerk in Maastricht,
- Het grafmonument in de Kerk van Midwolde,
- Het Muiderslot in Muiden,
- De Gedenknaald bij Paleis Soestdijk,
- Slot en Vesting Loevestein in Poederooijen,
- Het Belasting & Douane Museum in Rotterdam,
- Het Huis Nolet in Schiedam.

Inmiddels afgestoten zijn:
- Het voormalig Gerechtsgebouw en de Strafgevangenis aan de Noordsingel in Rotterdam,
- Het Mijnmonument (ophaalmachinegebouw en schachtgebouw) en het Oranje-Nassaugebouw (kantoorgebouw) van de voormalige mijn Oranje-Nassau I in Heerlen,
- Het Armamentarium in Delft.

Onderstaande monumenten zijn op 15 januari 2016 overgedragen aan de Nationale Monumentenorganisatie:
- De Trompenburgh in 's-Graveland,
- De voormalige ziekenzaal van het Klooster van Aduard,
- De Gedenknaald,
- Kasteel De Slangenburg in Doetinchem,
- De voormalige lichttoren in Goedereede,
- De Gedenknaald bij Heemstede,
- Het Monument Graaf Adolf met park te Heiligerlee,
- Het Westfries Museum in Hoorn,
- Het Gotisch Huis in Kampen,
- Het grafmonument in de dorpskerk van Katwijk aan den Rijn,
- Kasteel Radboud in Medemblik,
- De complete Vesting Naarden,
- De Kronenburgertoren in Nijmegen,
- De Ruïne van Strijen in Oosterhout,
- De Ruïne van de Jacobaburcht en de Lichttoren aan de Heindijk in Oostvoorne,
- De Gedenknaald in Rijswijk,
- De Ruïne van Brederode in Santpoort-Zuid,
- De Ruïne van Teylingen bij Sassenheim,
- de Grote Kerk in Veere,
- De Schotse Huizen in Veere
- De Kasteeltoren in IJsselstein,
- Het Maarten van Rossumhuis in Zaltbommel,
- De Sint-Lievensmonstertoren in Zierikzee,
- De Sassenpoort in Zwolle.